# エアデール (駆逐艦)
エアデール (HMS Airedale) はイギリス海軍の駆逐艦。ハント級のIII型 。

## 艦歴
「エアデール」はジョン・ブラウン社のクライドバンク造船所で1940年11月20日に起工され、1941年8月12日に進水し1942年1月8日に竣工した。
「エアデール」はスカパ・フローで本国艦隊に加わり、1942年2月14日にオークニー諸島のカークウォールからPQ11船団の護衛としてムルマンスクへ向けて出発した。3月、「エアデール」は汽船「クイーン・ヴィクトリア」をジブラルタルまで護衛し、次いで巡洋艦ドーントレスを喜望峰まで護衛した。それから地中海艦隊へ編入となり、5月1日にアレクサンドリアに到着して第5駆逐群に加わった。
5月10日、第14駆逐群（駆逐艦「ジャッカル」、「ジャーヴィス」、「キプリング」、「ライヴリー」）がイタリア本土からベンガジへ向かうイタリア船団攻撃のためアレクサンドリアから出撃した（MG2作戦）。5月11日午後にドイツ軍の偵察機に発見され、作戦を中止してアレクサンドリアへ戻る途中でドイツ軍の爆撃機による激しい攻撃を受けた。「ライヴリー」と「キプリング」が沈み、「ジャーヴィス」は大損害を受けた「ジャッカル」を曳航した。「エアデール」と駆逐艦「ビューフォート」、「ダルヴァートン」、「ハーワース」、「シーク」、「ヘイスティ」がアレクサンドリアから出航して「ジャーヴィス」と「ジャッカル」を護衛するよう命じられた。「エアデール」が「ジャーヴィス」および「ジャッカル」と合流する前に曳航断念が決定されており、「ジャッカル」は「ジャーヴィス」により処分された。
6月、東からマルタへ補給船団を送るヴィガラス作戦に参加。6月14日夜、「アルデンハム」はドイツ魚雷艇4隻と交戦した。6月15日午後、船団がガヴドス島の南南西にあったときに来襲したドイツ軍第3急降下爆撃航空団のJu87急降下爆撃機の攻撃で「エアデール」は被弾した。来襲したJu87は13機で、12機が「エアデール」に殺到し、4機が急降下した。他の船が近くにいたため「エアデール」は十分な回避行動が行えず、至近弾や後部の砲付近への直撃弾を受けて弾薬庫が誘爆し、艦長Archibald Formanは総員退艦を命じた。駆逐艦「アルデンハム」と「ハーワース」が133名を救助し、その後「アルデンハム」の魚雷と「ハーワース」の砲火で「エアデール」は処分された。